# Цвингер (роман)
«Цви́нгер» — роман культуролога и переводчицы Елены Костюкович, опубликованный в 2013 году. Постмодернистский триллер, включающий автобиографические элементы. Литературный дебют писательницы, ранее известной сотрудничеством с Умберто Эко, и представившей на русском языке все его литературные произведения.
Действие романа происходит в течение 8 дней во время Франкфуртской книжной ярмарки 2005 года. Через воспоминания героев происходит перекличка с 1940 и 1980-ми годами. Название отсылает к важной сюжетной линии: сокровища галереи искусств дрезденского дворца Цвингер спасает в 1945 году дед главного героя. Роман получил неоднозначные оценки критиков.

## Сюжет
Роман имеет сложную структуру, формально уложенную в линейный сюжет. Основное действие происходит на Франкфуртской книжной ярмарке от субботы 15 октября 2005 года до следующей субботы — 22 октября. Каждая глава соответствует отдельному дню. Главный герой — Виктор Зиман (по прозвищу «Вика»), уроженец Киева, который много лет живёт в Милане и работает в литературном агентстве «Омнибус». Виктор, вместе со своими коллегами и начальником Дэвидом Бэром (по кличке «Вечный Жид»), специализируется на архивных изысканиях: отыскивает старые документы, покупает на них права, доводит до ума предпродакшн (составляет внятную книжную композицию, прописывает контекст, обставляет появление этих новых сведений как сенсацию), чтобы после обнародования выгодно передпродать материалы издательству. «Омнибус» во Франкфурте устраивает аукцион по продаже прав на книгу советского шпиона-агента-перебежчика Ватрухина, бывшего офицера госбезопасности, тайком копировавшего секретные документы для издания их на Западе.
Сюжет разворачивается неспешно, постоянно прерываясь учёными объяснениями и воспоминаниями главного героя, которые относятся к разным периодам истории и его собственной жизни. Автор переплетает вымысел и реальные события 1980-х и 1940-х годов. Юношеская возлюбленная Виктора Зимана носит наркотики великому русскому шансонье, который ни разу не назван по имени. Не назван по имени и Виктор Некрасов, его биографическими чертами в романе наделён писатель Владимир Плетнёв, погибающий примерно так же, как реальный Александр Галич. Из воспоминаний Виктора выясняется, что дед его обнаружил под разрушенным бомбёжками Цвингером тайник с бесценными произведениями искусства. Мать Зимана эмигрировала в Париж, стала диссиденткой и позже погибла при таинственных обстоятельствах; отчим-иностранец сначала работал шифровальщиком на военную разведку, потом сидел в советских лагерях, выжил, и вернулся на историческую родину. Начальник — Бэр — чудом выжил в Бабьем Яру, воевал в Шестидневной войне и собирается в Москву на похороны Александра Яковлева. Ближе к финалу всплывает архив деда главного героя, и Виктор испытывает шок, полагая, что тот мог сотрудничать с нацистами. Весь путь «от рокового узнавания к облегчению и спокойствию» главный герой проходит в самом финале.

## Литературные особенности
Елена Костюкович в интервью отмечала, что к созданию романа её подвигло желание донести до широкой публики подвиг её деда, архив которого хранится у неё в Милане, и некоторые документы из которого требовали введения в научный оборот. Второй пласт личных сюжетов относился к её собственным воспоминаниям о Московской олимпиаде 1980 года, на которой она работала переводчицей «в самом пупе всей этой идеологической борьбы». Поэтому важнейшей для автора стала проблематика памяти, и стремление всё растолковать читателю: «втянуть читателя в повествование, что-то вроде аэродинамической трубы, где его болтает, шатает из одного времени в другое. Ведь мы так на самом деле все и живём, наш мозг так устроен», что противоречит линейности построения сюжета. Выбор жанра триллера, в который «упакованы» исторические события, был прямым влиянием опыта переводов романов Умберто Эко.
Критик Дмитрий Бавильский признавал литературные тропы дебютного романа Елены Костюкович «ожидаемыми»:

От переводчицы Умберто Эко ждешь какого-нибудь криптодетектива, ну, или же вскрывающего тайны всемирного заговора в духе Дэна Брауна «искусствоведческого боевика» с погонями и стрелялками, тем более, что автор — успешный литагент, превосходно знающий международную конъюнктуру.
Д. Бавильский утверждает, что Костюкович — представитель той разновидности писателей, пишущих «книги, которых им не хватает и которые они хотели бы прочесть сами». Книга нарочито многопланова и пересыпана отступлениями «знаточеского плана», сознательно замедляющими развитие сюжета. Это сделано для максимальной объёмности жизненного контекста героев, прошлое которых связано с Киевом и эхом войны (вплоть до депортации Виктора Некрасова). Текст относится к жанру «романа с ключом», персонажи которого узнаваемы для читателя-интеллектуала. Например, дед главного героя — Сергей Жалусский, — это Леонид Волынский, дед самой писательницы, а главный злодей списан с Виктора Луи.
Елена Дьякова полагает, что главной внутренней темой романных хитросплетений является «подробная хроника медленного, неуклюжего, то поощрённого державой, то ею же жестоко остановленного… выхода России в открытый мир». В постоянно ускользающей реальности попытка «навести мосты» возможна только в точном знании нюансов прошедшего, позволяющего осознавать: «мои в этом вихре были честны». Евгений Белжеларский утверждает, что роман — это в первую очередь «проза переводчика», точнее, культурного посредника между странами и эпохами. Основной аудиторией романа именуются ценители «медленного филологического чтения».

## Критика
Д. Бавильский отмечал, что главной слабостью романного «сюжетного пазла» является преувеличенное внимание героев и их окружения к разоблачительным документам, вывезенным из СССР. Если в романах Дэна Брауна и Умберто Эко триллер оправдан масштабом личности или произведения, вокруг которых разворачивается интрига, то «Жалусский не Леонардо и не Аристотель». Вдобавок, Костюкович манипулирует реальностью, не допуская сверхъестественного элемента. По-видимому, следует понимать её замысел как «роман-эпилог эпохе советской литературоцентричности, когда именно литературные новости определяли градус накала не только общественной, но и личной жизни каждого интеллигентного человека».

Делатели книжной индустрии, прицельно изучаемые Костюкович, — может быть, последние солдаты этой самой, на глазах исчезающей (уходящей под воду) империи логоцентризма. Вот для чего ей и нужны все эти, по барочному избыточные, ни слова в простоте, отступления — для возможной в будущем реконструкции наших времен. Ну, и для того, чтобы мы тоже помнили.
Критики отмечали объём романа, которому присущ оригинальный стиль, не сводящийся к канонам жанра и органично сочетающий военную драму, производственный роман, автобиографическую прозу и даже шпионский роман с «карнавальной стилизацией».
Поскольку автор сознательно сделала своей стратегией перекличку с У. Эко на специфическом советском и постсоветском материале, критики также проводили прямые параллели. Алексей Евдокимов отмечал, что между романами Эко и Костюкович много общего «в тематике, и в технологии, и в интонации», не говоря о прямых аллюзиях. Однако это внешнее сходство, и книга является автобиографической, «сугубо русско-советской». Роман признан неудачным: при «уникальном стартовом капитале» автор решила «сыграть разом на территории всех жанров». В результате лучшими частями оказались воспоминания, «семейное ретро» времён Киева и Дрездена, а худшими — описания современности с бандитами и литагентами. По мнению А. Евдокимова, связывающая сюжетные нити линия Зимана «слишком легковесна» для сложносоставного романа. Е. Костюкович пыталась преодолеть сниженность жанра откровенным пренебрежением драматургией и достоверностью. Сюжетная эклектика усиливается склонностью автора к усложнённым синтаксическим конструкциям, упражнениям в словообразовании, стилистическим жонглированиям. «Как ни парадоксально, текст профессионального редактора и общепризнанного корифея переводчицкого дела местами напоминает неотредактированный подстрочник». На «избыточную плотность и нарядность» текста обращала внимание и обозреватель «Новой газеты».

## Издания
- Костюкович Елена. Цвингер : роман. — М. : АСТ, 2013. — 747 с. — (Corpus; 245). — 3000 экз. — ISBN 978-5-17-080815-1.
- Костјукович Јелена. Цвингер :  [серб.] / превела с руског Љубинка Милинчић. — Београд : Руссика, 2018. — 684 с. — 1000 экз. — ISBN 978-86-86201-42-3.

### Рецензии
- Бавильский Д.. В конце концов: рецензия. 2014, №5. Новый мир. Дата обращения: 21 декабря 2021.
- Белжеларский Е. По дрезденскому счёту. Итоги, №43 (28 октября 2013). Дата обращения: 21 декабря 2021.
- Гарник Т. Ребус для интеллигенции. Двадцатый век за семь дней в романе «Цвингер». It`s My City (26 февраля 2014). Дата обращения: 21 декабря 2021.
- Дьякова Е. Мадонна и лейтенант. Роман Елены Костюкович «Цвингер» о разрушенном Дрездене и спасённой чести. Новая газета (17 января 2014). Дата обращения: 21 декабря 2021.
- Евдокимов А. Рецензия: [Елена Костюкович «Цвингер»]. Российская национальная премия «Национальный бестселлер». Дата обращения: 21 декабря 2021.
- Елена Костюкович: в «Цвингере» я вылезла из Умберто Эко. Беседовала Светлана Вовк. РИА Новости (6 декабря 2013). Дата обращения: 21 декабря 2021.
- Калашникова Е. Музыкальное чувство памяти. Русский репортёр. №46 (324) (21 ноября 2013). Дата обращения: 21 декабря 2021.
- Кучерская М. Утомить читателя. Ведомости (26 декабря 2013). Дата обращения: 21 декабря 2021.
- Ломыкина Н. «Цвингер»: реальная история превращается в триллер. Радио «Голос России». Издательство Corpus (18 декабря 2013). Дата обращения: 21 декабря 2021.
- Мельников Е. «Цвингер», Елена Костюкович. Лаборатория Новостей (22 апреля 2014). Дата обращения: 21 декабря 2021.
- Тольц В. Цвингер. История в романе. Радио «Свобода» (22 июня 2013). Дата обращения: 21 декабря 2021.

### Электронные ресурсы
- Цвингер (роман) на сайте «Лаборатория Фантастики»
- Елена Костюкович. Цвингер. Издательство Corpus. Дата обращения: 21 декабря 2021.
- Zwinger: 2013—2014 (англ.). Elena Kostioukovitch. Дата обращения: 21 декабря 2021.
- bookriot. Елена Костюкович «Цвингер». АСТ, Корпус, 2013 год. Живой Журнал (20 января 2014). Дата обращения: 21 декабря 2021.
- bookeanarium. Елена Костюкович — «Цвингер» (2013 г.). Живой Журнал (14 января 2014). Дата обращения: 21 декабря 2021.